# Park Narodowy „Samurskij”
Park Narodowy „Samurskij” (ros. Национальный парк «Самурский») – park narodowy w Republice Dagestanu w południowej Rosji. Znajduje się w rejonach achtynskim, derbenckim, dokuzparinskim i magaramkenckim, a jego obszar wynosi 482,73 km². Został utworzony dekretem rządu Federacji Rosyjskiej z dnia 25 grudnia 2019 roku. Zarząd parku znajduje się w miejscowości Machaczkała.

## Opis
Park składa się z dwóch części: obszaru nizinnego w delcie Samuru oraz obszaru wysokogórskiego we wschodniej części Wielkiego Kaukazu.

### Delta Samuru

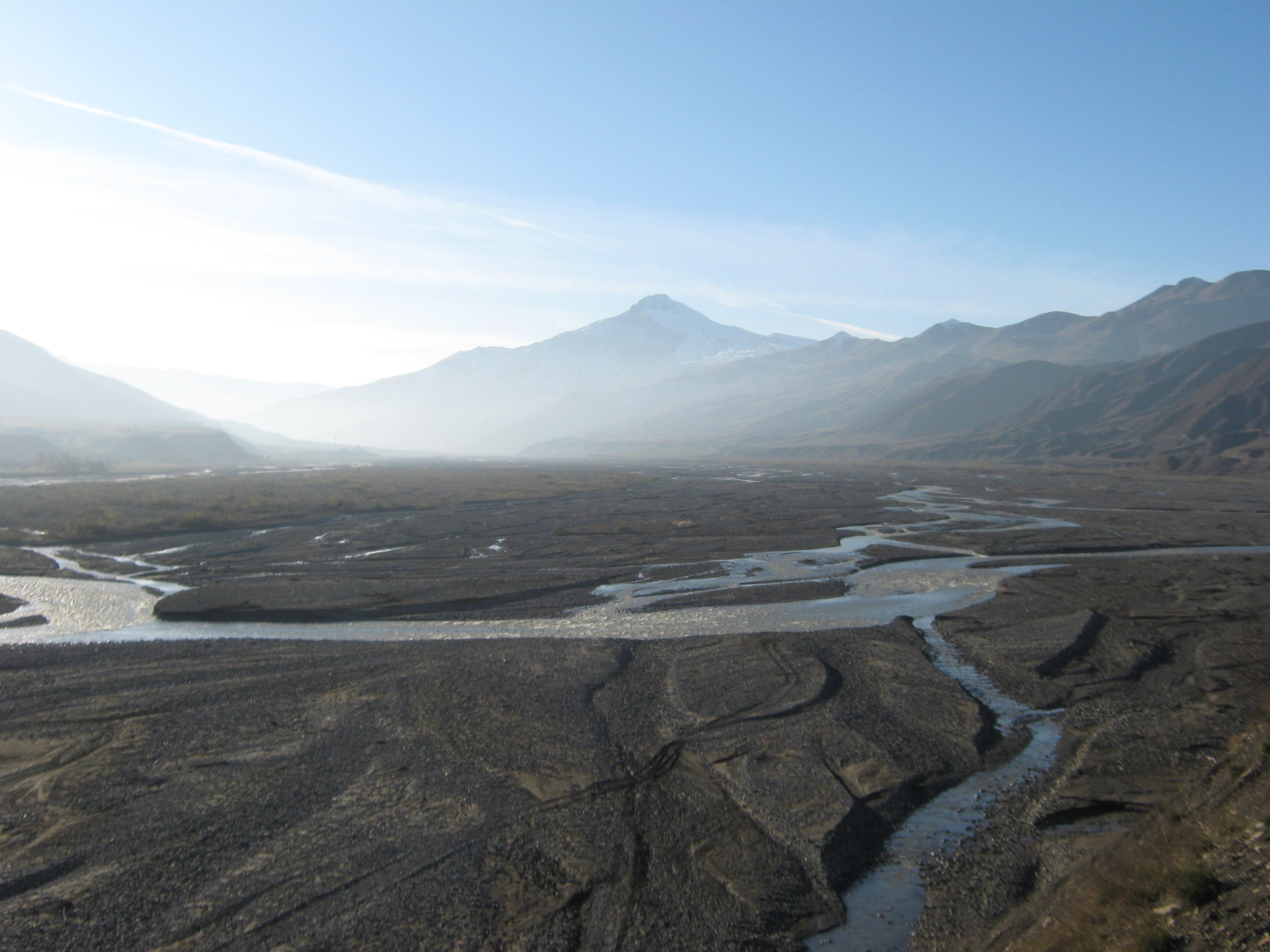
Rzeka Samur

Delta znajduje się w południowo-wschodniej części Dagestanu. Jest to duży masyw lasów liściastych, z dużą liczbą rzadkich i endemicznych gatunków roślin. Znajduje się tu kilka kultowych obiektów dziedzictwa historycznego i kulturowego Lezginów i innych ludów południowego Dagestanu, które są czczone przez lokalnych mieszkańców jako miejsca święte.

#### Flora i fauna
W delcie zidentyfikowano około 500 gatunków roślin naczyniowych. Z gatunków drzewiastych rosną tutaj przede wszystkim: dąb szypułkowy, grab pospolity, topola biała, olsza czarna i wierzba biała. Ichtiofauna delty i przyległych akwenów Morza Kaspijskiego składa się z ponad 60 gatunków i podgatunków ryb. Występuje tu m.in. pstrąg potokowy, pstrąg kaspijski, certa, szemaja kaspijska, brzana turkiestańska, słonecznica pospolita, piekielnica i świnka pospolita.
W parku żyje 309 gatunków ptaków. Są to m.in. myszołów kaukaski, orlik krzykliwy, kobuz, syczek zwyczajny, głuptak zwyczajny. W nadmorskich lagunach i jeziorach gnieżdżą się m.in. perkozy, perkozki zwyczajne, łabędzie nieme, modrzyki zwyczajne i zimorodki.

### Wschodnia część Wielkiego Kaukazu

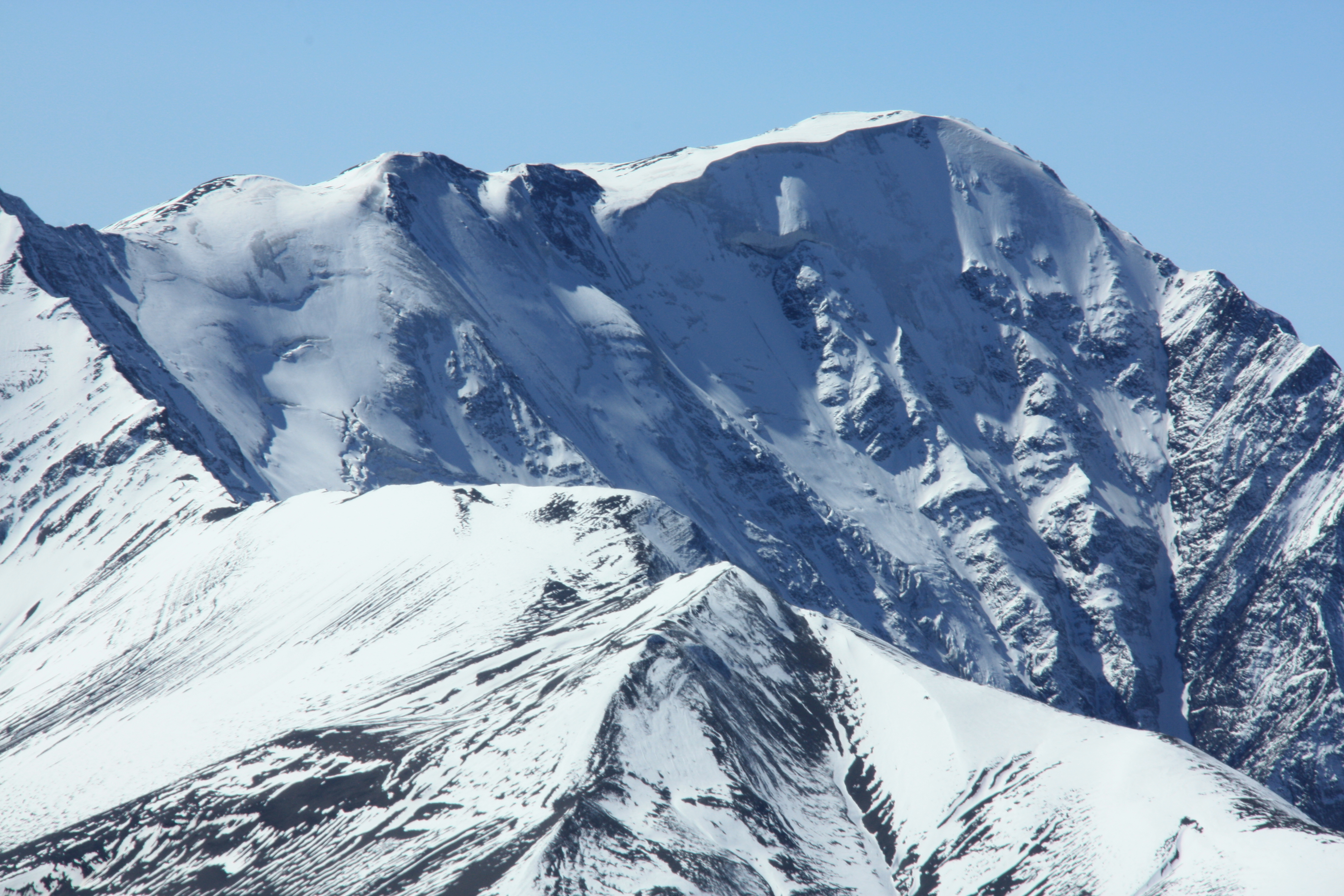
Szczyt Bazardjuziu, znajdujący się na granicy rosyjsko-azerbejdżańskiej – najwyższy szczyt Azerbejdżanu

Ta część parku nosi nazwę „Szałbuzdag” i znajduje się na północnych zboczach głównego grzbietu kaukaskiego i jego odnóg. Południowa granica tej części pokrywa się z granicą państwową Rosji i Azerbejdżanu. Obejmuje najwyższe szczyty wschodniego Kaukazu – Bazardjuziu (4466 m), Jarudag (4116 m), Szałbuzdag (4142 m), Ragdan (4020 m) i Małkamud (3880 m). Największe lodowce Murkar i Tichicar znajdują się na zboczach Bazardjuziu.

#### Flora i fauna
Na terenie tej części parku odnotowano ponad 750 gatunków roślin. Są tu głównie łąki subalpejskie. Lasów praktycznie nie ma. Większość terytorium powyżej 3000 metrów jest pokryta skałami.
Żyje tu ponad 135 gatunków ptaków. Są to m.in. pliszka górska, pleszka zwyczajna, sęp płowy, myszołów kaukaski, żołna zwyczajna, sokół wędrowny, pustułka zwyczajna, cietrzew kaukaski.
Fauna ssaków składa się z 30 gatunków. Charakterystycznymi mieszkańcami są koziorożec wschodniokaukaski, kuna domowa, nornik zwyczajny oraz rzęsorek kaukaski. Dość rozpowszechnione w górach są także niedźwiedzie brunatne, wilki szare, szakale złociste, lisy, zające, łasice pospolite, borsuki europejskie i dziki euroazjatyckie.